# 汶川县
汶川县是中国四川省阿坝藏族羌族自治州辖县。县治威州镇，是中国四个羌族聚居县之一，汉朝时称绵虒。汶川县因汶水得名，主要民族为汉族、羌族、藏族。境内有卧龙自然保护区，为大熊猫的研究和主要繁殖地，四姑娘山为主要旅游景点。

## 历史

### 史前文化
汶川地区出土了多处新石器时代遗址。位于汶川县城威州北端的姜维城遗址经考古确认为岷江上游地区的新石器时代遗址，该遗址延长时期长分三期。估计是黄河上、中游地区仰韶文化中晚期的一支的传入岷江上游产生的新文化类型。彩陶片纹饰方面和发掘的石棺葬的古墓与甘肃、青海地区的马家窑文化有相似之处。姜维城遗址与成都平原的遗址出土的彩陶器、陶罐等属于不同谱系，但也出土了同样谱系的花边口延砂罐。

### 行政區劃及歸屬變遷
汶川因县西汶水（现岷江上游）得名，西汉元鼎六年（公元前111年）时置汶川郡辖绵虒县等5县（绵虒县县治旧址在今汶川县威州镇）。武帝元封五年（前106年）绵虒属益州刺史部蜀郡，宣帝地节三年（前67年）为北部冉駹都尉治。东汉改绵虒县为绵虒道，安帝延光三年（124年），撤蜀郡北部冉駹都尉复置汶山郡，绵虒为汶山郡辖。蜀汉分绵虒县南部地区置都安县（今都江堰市聚源导江铺）。晋武帝咸宁六年（280年）改绵虒县为汶山县。南梁時于原绵虒县置汶川县（今威州镇）。承圣二年（553年）西魏平蜀，汶山郡还治都安。北周武帝保定四年（564年）改绳州为汶州，辖北部、汶山二郡。天和三年（568年）汶山郡由都安迁治今威州镇，并复置汶川县；改晏官县为汶山县（治今都江堰市灌口镇）。汶山郡辖汶川、汶山二县。
隋文帝开皇三年（583年）改汶州、扶州置蜀州，五年（585年）改为会州，炀帝大业三年（607年）罢州，改为汶山郡，郡治汶山县（今茂县凤仪镇），汶川县（治威州镇）隶汶山郡。唐高祖武德元年（618年）改隋之汶山郡为会州，四年（621年）改为南会州，太宗贞观八年（758年）复改茂州。领汶山（州治）、汶川、石泉（今北川西）、通化（今理县古城）四县及三十九个羁縻州。在今汶川县境有涂州、蓬鲁、姜、怒、葛、勿、革是、占、达、浪、邠等羁縻州，分布于今绵虒以下地区。宋朝汶川县隶茂州通化郡。神宗熙宁九年（1076年）以汶川县置威戎军使，隶成都府路。徽宗政和六年（1116年）改名延宁军，宣和三年（1121年）废为寨，次年废寨仍置汶川县。南宋汶川县仍隶茂州通化郡。元世祖至元二十年（1283年），改新建“松潘客迭威茂等处军民安抚司”为宣抚司，迁治汶川，后还治松州（今松潘县进安镇）。世祖至元二十三年（1286年）在四川、陝西設行中書省，立“松潘客迭威茂等处军民安抚司”及茂州、松州、潘州等，归陕西等处行中书省辖，茂州领汶山、汶川二县。
明洪武四年（1371年），茂州编入四川行中书省（洪武九年改为四川布政使司）属成都府。汶川县仍置，隶茂州。太祖洪武七年（1374年）在今绵虒地区置汶川长官司、寒水关巡检司及彻底关。宣德年间因维州迁威州，汶川县治于迁寒水驿北（今绵虒乡政府所在地），属今汶川县地区的还有瓦寺安抚使司。清雍正六年（1728年）升为直隶州，辖保县、汶川县二县。嘉庆六年（1801年）保县改隶杂谷直隶厅，茂州只辖汶川一县。嘉庆七年州、县都隶属于成绵龙茂道。光绪三十四年（1908年）隶属川西道（成绵龙茂道改）。瓦寺安抚使升宣慰使，在三江口设行署，仍隶汶川县。
民国二年（1913年），汶川县属川西道（次年改西川道）。民国十七年（1928年）在茂县设“松理懋茂汶屯殖督办署”，由川军28军军长邓锡侯兼督办，辖五县（松潘、理县、懋功、茂县、汶川）三屯（绥靖、抚边、崇化屯）。民国二十五年（1936年）设四川省十六行政督察区，专员公署设治茂县凤仪镇，辖松、理、懋、茂、汶、靖化六县。是年，汶川县辖瓦寺土司属地由县整编为联保，下设保、甲直接管辖。1951年2月，将理县所辖威州、克枯两乡划归汶川建置；1952年2月，将理县之威州、克枯两乡划属汶川，县治仍建威州（1951年9月开始迁治，1952年3月迁完）。1952年3月，将汶川县二区龙溪乡划给灌县管辖；1957年7月，漩口、水磨两乡由灌县划入汶川；1958年，将茂县南新乡的青坡、芤山两村划属汶川县雁门乡；1958年，撤销汶川县、茂县，建立茂汶羌族自治县，县治威州镇。1963年理县所辖龙溪乡纳入汶川县管辖。1963年2月，恢复汶川县原建置。

### 自然災害史
1933年8月25日，在汶川以北的茂县叠溪镇发生了一场7.5级的大地震，在汶川有6人因山体崩塌被岩石击中身亡，地震后的次生水灾中汶川有480多人遇难。
2008年5月12日，汶川发生了里氏规模8.0级的大地震，最大烈度达Ⅺ度，截止2008年6月4日18时，汶川县死亡人数达15,941人，受伤34,583人，失踪7,662人，2012年，災後重建基本完成。

## 地理
汶川地处四川盆地西北缘，距离成都约160公里，距离都江堰市约90公里。汶川县位于四川省境中部，阿坝藏族羌族自治州境东南部，四川盆地西北部边缘，东邻彭州市、都江堰市，南接崇州、大邑县、芦山县，西界宝兴县与小金县，西北至东北分别与理县、茂县相连。全县总面积4084平方千米。龙门山脉和邛崃山脉分别位于县域东北与西南部；岷江及其支流杂谷脑河、草坡河、寿江为境内主要河流，属于岷江水系。汶川西部的四姑娘山海拔6250米，为最高点，汶川最低点位于东南方海拔780米的漩口镇，林地面积26.7hm²，森林活木蓄积总量为2123.8m³。汶川以及茂县等汶川地区属于龙门山断裂带部分，至今仍处于活动状态，汶川县境内分布有龙门山断裂带的活动构造茂汶韧性断裂带，与另两断裂带成叠瓦状排列。
汶川县地质构造复杂，地层发育完整，岩浆岩分布广，矿产资源丰富，特别是非金属矿产品种较多。其中汶川县花岗石储量约75亿m³，铁矿储量约25445亿吨以及铁铝石榴石储量约为5000万吨。气候随东南向西北地势上升，呈比较完整的垂直，可分为8个不同的自然气候区以及有暖温带、温带、寒温带、亚热带和寒带气候带，故有“十里不同天”之说，年均日照1600小时以上，年平均温度12.9℃。

### 气候
| 汶川 (1981−2010)     | 汶川 (1981−2010) | 汶川 (1981−2010) | 汶川 (1981−2010) | 汶川 (1981−2010) | 汶川 (1981−2010) | 汶川 (1981−2010) | 汶川 (1981−2010) | 汶川 (1981−2010) | 汶川 (1981−2010) | 汶川 (1981−2010) | 汶川 (1981−2010) | 汶川 (1981−2010) | 汶川 (1981−2010) |
| 月份                 | 1月              | 2月              | 3月              | 4月              | 5月              | 6月              | 7月              | 8月              | 9月              | 10月             | 11月             | 12月             | 全年             |
| -------------------- | ---------------- | ---------------- | ---------------- | ---------------- | ---------------- | ---------------- | ---------------- | ---------------- | ---------------- | ---------------- | ---------------- | ---------------- | ---------------- |
| 平均高温 °C（°F）    | 8.9 (48.0)       | 11.3 (52.3)      | 15.7 (60.3)      | 21.0 (69.8)      | 24.2 (75.6)      | 26.4 (79.5)      | 28.8 (83.8)      | 28.5 (83.3)      | 24.2 (75.6)      | 19.4 (66.9)      | 15.3 (59.5)      | 10.4 (50.7)      | 19.5 (67.1)      |
| 日均气温 °C（°F）    | 3.9 (39.0)       | 6.0 (42.8)       | 9.9 (49.8)       | 14.8 (58.6)      | 18.4 (65.1)      | 20.8 (69.4)      | 23.1 (73.6)      | 22.8 (73.0)      | 19.2 (66.6)      | 14.7 (58.5)      | 10.2 (50.4)      | 5.2 (41.4)       | 14.1 (57.4)      |
| 平均低温 °C（°F）    | 0.5 (32.9)       | 2.7 (36.9)       | 6.1 (43.0)       | 10.6 (51.1)      | 14.1 (57.4)      | 16.8 (62.2)      | 19.1 (66.4)      | 18.9 (66.0)      | 16.0 (60.8)      | 11.7 (53.1)      | 6.7 (44.1)       | 1.6 (34.9)       | 10.4 (50.7)      |
| 平均降水量 mm（）    | 3.2 (0.13)       | 6.4 (0.25)       | 20.3 (0.80)      | 51.4 (2.02)      | 69.1 (2.72)      | 78.8 (3.10)      | 69.4 (2.73)      | 81.0 (3.19)      | 64.2 (2.53)      | 35.4 (1.39)      | 11.1 (0.44)      | 1.4 (0.06)       | 491.7 (19.36)    |
| 平均相對濕度（％）   | 63               | 63               | 64               | 64               | 66               | 70               | 70               | 70               | 73               | 73               | 68               | 64               | 67               |
| 来源：中国气象数据网 |                  |                  |                  |                  |                  |                  |                  |                  |                  |                  |                  |                  |                  |

## 行政区划
汶川县下辖9个镇：
威州镇、映秀镇、卧龙镇、水磨镇、漩口镇、三江镇、耿达镇、绵虒镇和灞州镇。

## 人口
在2013年汶川县常住人口为101500人，城镇化率为42.56%。在第五次人口普查中，全县总人口111935人，其中各乡镇人口为：
| 镇名       | 威州镇 (汶川县) | 绵虒镇 | 映秀镇 | 卧龙镇 | 漩口镇 | 水磨镇 | 龙溪乡 (汶川县) | 克枯乡 | 雁门乡 | 草坡乡 | 银杏乡 | 耿达乡 | 白花乡 | 三江镇 (汶川县) |
| ---------- | --------------- | ------ | ------ | ------ | ------ | ------ | --------------- | ------ | ------ | ------ | ------ | ------ | ------ | --------------- |
| 人口（人） | 29237           | 9373   | 7977   | 2552   | 13091  | 10467  | 4851            | 3445   | 6980   | 4906   | 2672   | 2583   | 9644   | 4157            |

而根据2007年度汶川户籍人口年报数据，汶川县2007年年末户籍人口105436人，其中各乡镇人口为:
| 镇名       | 威州镇 (汶川县) | 绵虒镇 | 映秀镇 | 卧龙镇 | 漩口镇 | 水磨镇 | 龙溪乡 (汶川县) | 克枯乡 | 雁门乡 | 草坡乡 | 银杏乡 | 耿达乡 | 三江镇 (汶川县) |
| ---------- | --------------- | ------ | ------ | ------ | ------ | ------ | --------------- | ------ | ------ | ------ | ------ | ------ | --------------- |
| 人口（人） | 30688           | 8606   | 6641   | 2861   | 15215  | 11935  | 5172            | 3689   | 6835   | 4211   | 2833   | 2756   | 3994            |

汶川也是一个多民族聚居的地方，在2005年有羌族35535人，占34%；藏族19743人，占18.6%；回族1377人，占1.3%；汉族48975人，占46%。县北部的威州、绵虒地区是羌族主要聚居区；藏族多聚居在岷江以西地带；县南部漩口和映秀地区则主要为汉族居住；其他民族散居各乡镇。

## 基础设施

### 经济
在20世纪中期汶川地区包括汶川均以农业为主导的县份，在1950年汶川县农业占比97.9%，社会生产总值为456万元。汶川县工业的发展从当地丰富的资源和当地小型的工业生产的基础开始。1957年建成了方解石厂和煤矿，随着之后电能的开发，1976年汶川县工业在工农业总产值（1421万元）的27.6%。1978年随着国家经济层面的改革，汶川工业发展迅速，并形成了较为完整的工业体系，汶川县的中小形乡村企业也有较大发展。因此，汶川县工商税从1950年的1.44万元增长到了1985年的720.59万元，县的财政也基本实现了自给。到2000年汶川县工业总产值达到1.26亿元，占工农业总产值的60.9%。汶川也成为了阿坝州的工业经济走廊，在2007年实现工业总产值40.47亿元，工业比重占全州的70%多。
2008年大地震对汶川经济产生直接损失139.1亿元，工业减值达到67.2%。2010年汶川地区生产总值比上年增长37.8%，自2009年和2010年增速激增后的2011开始增速放缓，2011年增长为10.7%。2013年在遭受特大山洪泥石流灾害后仍比上年增长了3.9%，2014年全县实现地区生产总值549934万元，工业增加值358158万元，工业化率达65.1%，旅游总收入289665万元，比上年增长10.2%，全年城镇居民人均可支配收入为24153元，全年农民人均纯收入8835元。2015年四川省划分的全省五大经济区中，汶川县处于川西北经济区。
汶川县有丰富的自然景观以及地震旅游资源，同时汶川是阿坝州的东南门户，也是前往卧龙、九寨黄龙的必经之地，也是距离成都及其周边城市最近的羌族聚居县。羌族文化上，在震后国家设立了国家级羌族文化生态保护实验区。汶川县主要旅游景点如下：
- 卧龙国家级自然保护区 - 为大熊猫的研究和主要繁殖地
- 四姑娘山
- 三江生态旅游区
- 羌族文化：萝卜寨民俗村、羌锋村、阿尔寨、姜维城古文化遗址
- 汶川博物馆 - 震后汶川县最大的文化援建项目，主要包括：地震文物、历史文物、民俗文物、革命文物。一级文物11件，二级文物4件，三级文物193件，一般文物12083件。
- 映秀地震遗迹

同时也因为汶川县工业的快速发展，汶川县自然生态环境也遭受极大的破坏。在2008年大地震前，国土资源部在生态破坏区域调查出有4929处大型地质灾害隐患点。地震后汶川县转移了部分城镇的功能，调整了城镇空间结构，形成纵横发展的两轴，纵轴主要为城镇建发展轴，横轴为生态保护和遗址旅游发展轴，并划分了五个不同发展的片区，以威州镇和雁门乡、水磨镇和漩口镇为汶川的南北中心，原重工业发达的映秀镇调整为地震旅游及纪念中心、公交换乘中心和水电服务基地，重要工业区则转向漩口镇。震后汶川建设起的广东现代产业园区承接广东省的产业转移，为汶川引进人才、资金和技术管理。同时援建项目还建设了阿坝州最现代化和大型的覆盖汶川县城的污水处理厂。自2015年来汶川县坚持“产业融合发展”的理念，推动汶川可持续的发展，计划打造集农业生产与农业观光、旅游休闲与康体疗养为一体的生态康养目的地。现在汶川已形成以三江镇、水磨镇、漩口镇为核心、1000平方公里的生态旅游目的地。

### 交通设施
汶川县的道路交通以 213国道、 317国道为主干，在2012年连接都江堰市、通往川内盆地城市的长82公里的 都汶高速公路全线通车，汶川至马尔康的高速公路汶马高速于2021年12月31日全面通车。汶川县汽车站设在汶川威州镇，每天有发往成都、都江堰、彭县、理县、马尔康、九寨沟等地的客车。除了七盘沟树林公园和西羌大峡谷尚未开放不通车外，到各景区皆可乘车到达。2013年，覆盖映秀、漩口、水磨、三江等全县11个乡镇的公交线路全面开通。2014年末，汶川县境内公路总里程为696公里，高等级公路619公里，高速公路51公里。
铁路交通方面，距离汶川县最近的大型火车站为都江堰火车站。川青铁路经过汶川县北的茂县。

重建后的汶川街道即路口全景，广场正中为一座大禹的16米高的全身塑像，于2013年3月30日落成，是广州援建汶川威州镇的项目之一。

## 特产
汶川羌绣：中国地理标志产品。

### 引用
1. ↑  国务院第七次全国人口普查领导小组办公室. . 北京市: 中国统计出版社. 2022-07. ISBN 978-7-5037-9772-9. Wikidata Q130368174 （中文）.
2. ↑  . 汉典网.   [2015-07-03]. （原始内容存档于2019-05-07）.
3. ↑  . 汉典网.   [2015-07-03]. （原始内容存档于2019-04-22）.
4. ↑  . 汶川县政府网站.   [2015-07-03]. （原始内容存档于2015-07-04）.
5. ↑  李旭芳. . 《阅读与写作》. 2010年, (10): 第33页.
6. 1 2  李浩 & 马克尼（2008年），第80页
7. ↑  黄家祥（2006年），第14页
8. ↑  後汉书 志第二十三 郡国五
9. ↑  . 2020-12-04  [2020-12-04]. （原始内容存档于2020-09-23）.
10. ↑  洪时中. . 《四川地震》. 2014年9月, (3): 7-8.
11. ↑  . 中国地震局门户网. 2008年5月18日  [2014年12月12日]. （原始内容存档于2015年9月23日）.
12. ↑  杨维汉. . 新华网. 2008年5月19日  [2010-05-12]. （原始内容存档于2008-05-26）.
13. ↑  . 中国地震局网.   [2015-07-03]. （原始内容存档于2008-09-08）. “本次地震的震中烈度达Ⅺ度，以汶川县映秀镇和北川县县城为两个中心。”
14. ↑  . 新浪网. 2008-06-12  [2015-07-03]. （原始内容存档于2021-02-19）.
15. ↑  徐正忠、王亚勇等. . MOHURD, 中华人民共和国住房和城乡建设部. 2001年  [2008-09-29]. （原始内容存档于2008-10-13） （中文（简体））.
16. ↑  沈韬. . 四川新闻网. 2010-10-10  [2016-01-16]. （原始内容存档于2017-01-14）.
17. ↑  刘贤. . 中国新闻网. 2012-01-10  [2016-04-23]. （原始内容存档于2014-02-22）.
18. ↑  李浩 & 马克尼（2008年），第81页
19. ↑   . 四川新闻网. 2006-08-17  [2008-05-13].[永久]
20. ↑  . Weather China.   [2012-06-17]. （原始内容存档于2021-02-19） （中文（中国大陆））.
21. ↑  . 中国·国家地名信息库.
22. 1 2   . 2008-05-12  [2008-05-13].
23. ↑  黎大东、谢佼等. . 新浪新闻. 2008-05-13  [2015-07-03]. （原始内容存档于2020-05-26）.
24. ↑  李浩 & 马克尼（2008年），第83-84页
25. ↑  王晓倩 & 王宇虹（2010年），第329页
26. ↑  汶川县统计局. . 汶川县人民政府网. 2015-05-04  [2016-01-15]. （原始内容存档于2017-01-14）.
27. ↑  李运哲（2012年）
28. ↑  . 汶川县政府网站. 2015-10-03  [2016-02-12]. （原始内容存档于2016-02-16）.
29. ↑  中央广播电视总台央视新闻官方账号. . 2020-12-31 （中文）.
30. ↑   . 西部旅行网.   [2008-05-13]. （原始内容存档于2008-05-17）.
31. ↑  史付莉 卢国彤. . 中国阿坝州政府网站. 2014-02-15  [2016-01-15]. （原始内容存档于2016-02-22）.